# A qualcuno piace caldo
A qualcuno piace caldo (Some Like It Hot) è un film del 1959 diretto da Billy Wilder.
Considerato uno dei capolavori della storia del cinema statunitense, il film, una divertente e sofisticata commedia della dualità, vinse un Oscar e tre Golden Globe, tra cui il Golden Globe per la migliore attrice in un film commedia o musicale a Marilyn Monroe e miglior attore in un film commedia o musicale a Jack Lemmon, che per la sua interpretazione ricevette anche un premio BAFTA.
Nel 1989 è stato scelto per la conservazione nel National Film Registry della Biblioteca del Congresso degli Stati Uniti d'America.
Nel 1998 l'American Film Institute l'ha inserito al quattordicesimo posto della classifica dei migliori cento film statunitensi di tutti i tempi, mentre dieci anni dopo, nella lista aggiornata, è sceso al ventiduesimo posto.
Nel 2000 l'ha inserito al primo posto della classifica delle migliori cento commedie statunitensi. Nel 2005 la battuta «Well, nobody's perfect» (Beh, nessuno è perfetto) è stata inserita al quarantottesimo posto della classifica delle migliori cento battute del cinema statunitense.

## Trama

Marilyn Monroe in una scena del film mentre canta la celebre I Wanna Be Loved by You

Chicago 1929, epoca del proibizionismo. Il sassofonista Joe e il contrabbassista Jerry, due squattrinati musicisti di jazz, vivono con scritture improvvisate. Rimasti senza lavoro dopo un'irruzione della polizia in un locale clandestino, uno dei tanti speakeasy, sono testimoni involontari della strage di San Valentino.
Scampati miracolosamente, ben consapevoli di essere braccati dalla gang di "Ghette" Colombo, esecutrice della strage, tentano di far sparire le proprie tracce travestendosi da donne e facendosi chiamare Josephine e Daphne, aggregandosi a una orchestra jazz femminile in trasferta in Florida, alla quale mancavano un sassofono e un contrabbasso, proprio gli strumenti che suonano i due fuggitivi. Sul treno e durante il viaggio conoscono e solidarizzano con Zucchero, bella cantante e suonatrice di ukulele col vizio dell'alcool, reduce da delusioni sentimentali e a caccia di un milionario da sposare. Giunti nell'albergo di Miami, per far breccia nel cuore della collega Joe si cala nei panni di Junior, annoiato miliardario figlio di un magnate del petrolio, sfruttando lo yacht del vero miliardario Osgood Fielding II, che a sua volta s'innamora a prima vista di Daphne. Mentre Joe passa la sera con Zucchero, Jerry, alias Daphne, trattiene a terra Osgood e questi dopo una serata di tango con "lei" ne chiede la mano. 
Nello stesso albergo si tiene un congresso de "Gli amici dell'opera italiana", in realtà una riunione di gangster, tra cui il gruppo di "Ghette", in cui s'imbattono i due musicisti. Durante un'ennesima fuga rocambolesca sul motoscafo di Osgood, Zucchero cade fra le braccia di Joe, nonostante lui le riveli di essere un bugiardo squattrinato, mentre Jerry rivela al miliardario di essere un maschio, sentendosi rispondere: "beh... nessuno è perfetto!".

## Produzione

### Regia
A qualcuno piace caldo fu girato interamente in bianco e nero. Billy Wilder rinunciò all'idea di girarlo a colori, anche se l'avrebbe preferito, perché all'epoca la tecnica non era ancora stata messa a punto come lui desiderava. Il fatto che avesse rinunciato perché il pesante trucco utilizzato da Lemmon e Curtis per assumere sembianze femminili avrebbe dato ai loro volti sullo schermo una tonalità verdastra fu una risposta sbrigativa che Wilder diede a Marilyn, che sosteneva che la sua fotografia sarebbe venuta meglio a colori.

### Sceneggiatura
Il copione fu scritto da Wilder in collaborazione con I. A. L. Diamond, adattando la storia originale di Robert Thoeren e Michael Logan. Poiché una precedente versione del soggetto, che non conteneva la storia di gangster, era stata scritta da Logan per un film tedesco (Fanfaren der Liebe di Kurt Hoffmann, 1951), A qualcuno piace caldo viene alcune volte considerato un remake. Inizialmente era intitolato Not Tonight, Josephine (Non stanotte, Josephine).
Il titolo derivò da una suggestione che ebbe Wilder ispirandosi al titolo di un film con Bob Hope del 1939. Successivamente per giustificare questa scelta inserì nella sceneggiatura il dialogo tra Tony Curtis e Marilyn Monroe sulla spiaggia. Un'ulteriore ipotesi è che il titolo del film derivi dalla corrente musicale Hot Jazz (Jazz Caldo) e che quindi l'aggettivo Hot si riferisca al genere musicale allora in voga.
Il film riprese un fatto di cronaca realmente avvenuto (la strage di San Valentino) e lo rielaborò secondo i canoni della farsa americana, con equivoci, travestimenti e gag memorabili. Diversi sono i riferimenti ad altre opere e a eventi reali: tra i gangster in particolare, il soprannome "Piccolo Bonaparte" rimanda al Piccolo Cesare di Mervyn LeRoy (1930) e altre situazioni ricordano episodi di Scarface - Lo sfregiato di Howard Hawks (1932) e di Nemico pubblico di William A. Wellman (1931). Lo stesso Piccolo Bonaparte trae spunto, nell'aspetto e nei modi, dalla figura di Benito Mussolini. Le scene sulla spiaggia ricordano quelle della serie sulle Bellezze al bagno di Mack Sennett.

### Cast

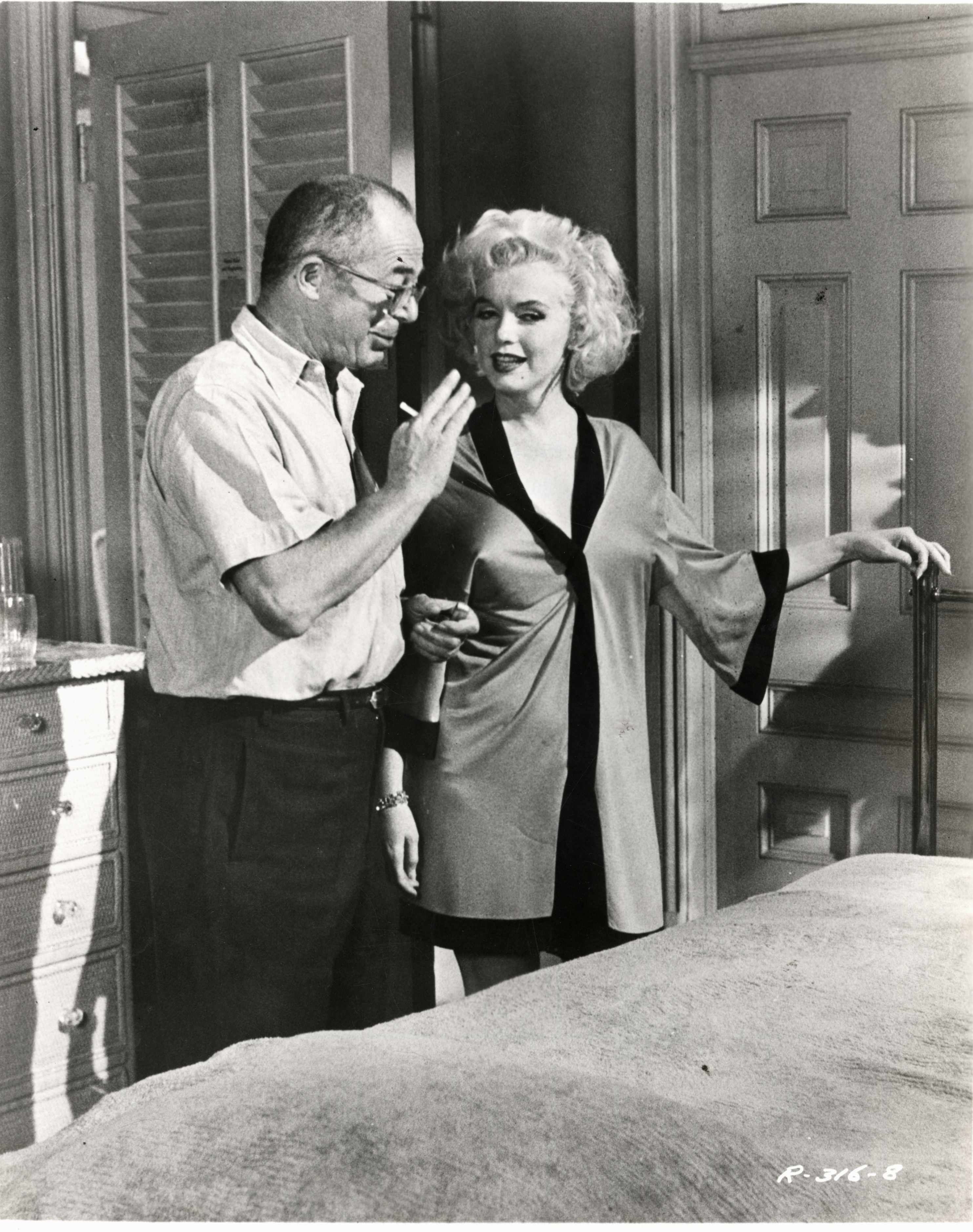
Indicazioni di Billy Wilder a Marilyn Monroe durante le riprese della scena che fu girata 47 volte

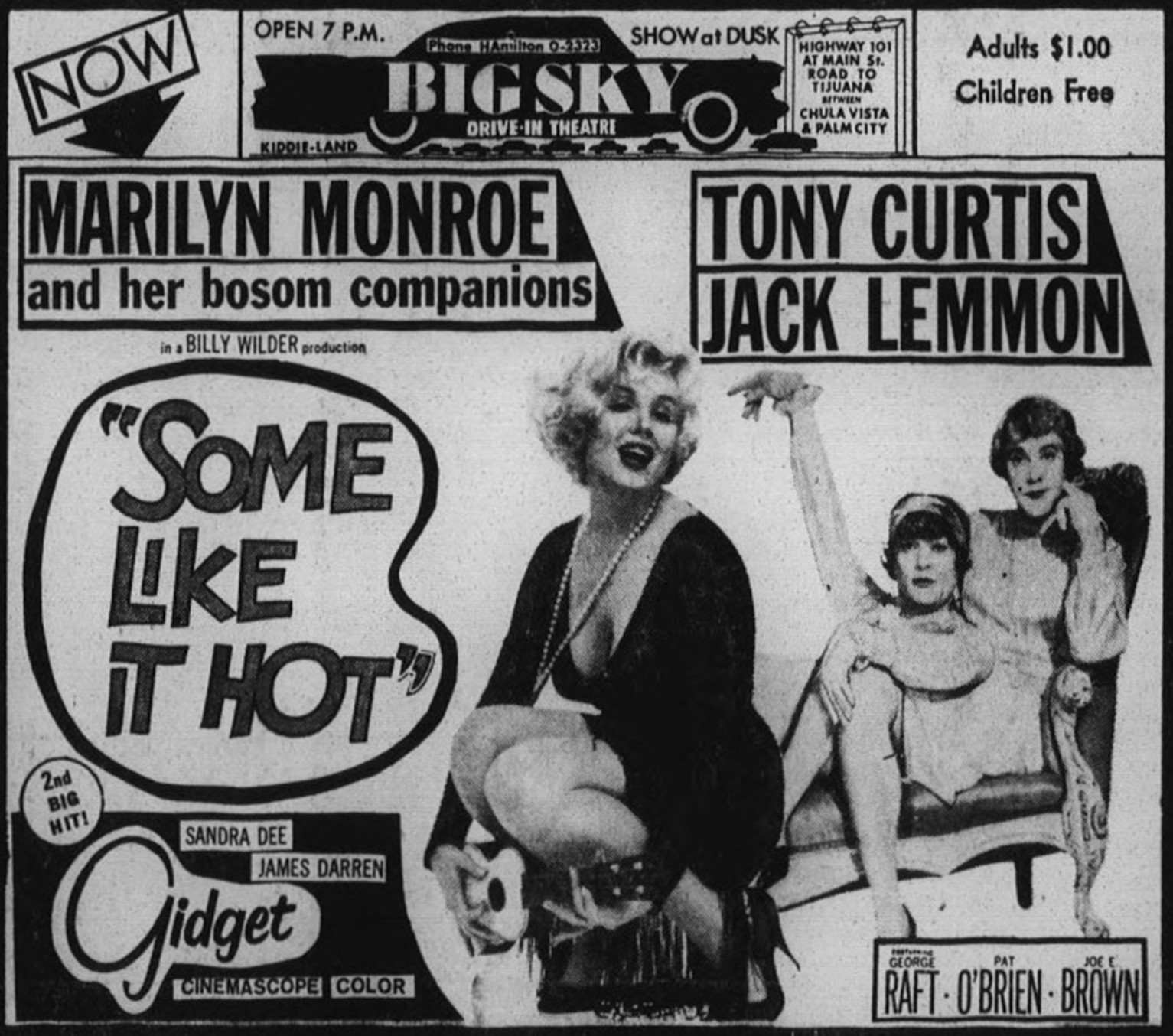
Cartellone pubblicitario del film

- Le prime scelte di Billy Wilder furono Frank Sinatra per il ruolo di Jerry/Daphne e Mitzi Gaynor per il ruolo di Zucchero.
- Rimasero celebri le difficoltà di Marilyn Monroe a imparare per intero le battute esatte, cosa che più volte fece esasperare il regista. In particolare, dopo 47 ciak durante i quali la diva non riusciva a pronunciare la battuta (in lingua originale) It's me, Sugar e 30 ciak per Where's the bourbon?, gli autori dovettero porre delle lavagnette in un punto del set distante dalle inquadrature, per permetterle di leggere le battute. Tuttavia, la Monroe tendeva a leggere sempre la battuta sbagliata, costringendo così gli autori a posizionare le lavagnette una alla volta. Nonostante ciò le sue parole sull'attrice furono sempre affettuose, e lo confida a Cameron Crowe, il regista di Jerry Maguire, nel libro Conversazioni con Billy Wilder: "È difficile parlare di Marilyn", racconta, "era così incantevole; era difficile lavorare con lei ma, in un modo o nell'altro, quello che ne usciva fuori sullo schermo era stupefacente, emetteva radiosità".
- La Monroe rimase particolarmente colpita dall'arte di Jack Lemmon, tanto che alla prima del film, nel marzo 1959, avvicinata da un giornalista disse al microfono: Isn't Jack Lemmon the funniest man in the world? ("Non è forse Jack Lemmon l'uomo più divertente del mondo?").

- Marilyn Monroe desiderava lavorare ancora con Jack Lemmon, ma così favorì indirettamente la carriera di Shirley MacLaine: chiese una parte in un altro film di Wilder, L'appartamento (1960) ma, impegnata sul set di Facciamo l'amore, rinunciò in favore di Shirley MacLaine. Nel 1962 la Monroe e Lemmon furono scritturati per Irma la dolce (1963), ma l'attrice morì prima dell'inizio delle riprese e la sua parte andò nuovamente alla MacLaine. In Irma la dolce la Monroe, oltre che con Lemmon, avrebbe recitato nuovamente anche con Joan Shawlee.
- A lungo circolò la voce che ben diversi fossero i rapporti tra la Monroe e Tony Curtis. Per molto tempo, si credette che Curtis avesse detto che baciare la bionda diva fosse stato come "baciare Hitler": lo stesso attore ha però smentito quest'indiscrezione in un'intervista del 2001. Il medesimo Curtis, in criticate rivelazioni di otto anni dopo, ha puntualizzato di aver avuto una relazione segreta con la diva, che ne sarebbe rimasta incinta ma avrebbe poi perso il bambino che portava in grembo[10].

## Distribuzione
Il film uscì il 29 marzo 1959 negli Stati Uniti d'America e il 16 settembre dello stesso anno in Italia ed ebbe grande successo, nonostante la condanna della Catholic Legion of Decency e malgrado la mancata approvazione della MPAA a causa dei temi scottanti trattati relativamente agli usi e costumi dell'epoca. Girato con un budget di 2,8 milioni di dollari, ne ha incassati solo negli Stati Uniti d'America ben 25, oltre che 8 per i noleggi. In Italia fu il secondo film per incassi della stagione cinematografica 1959/60 dopo La dolce vita di Federico Fellini ma prima de La grande guerra di Mario Monicelli.

## Curiosità
Nella prima edizione italiana vennero censurate alcune battute del dialogo che si scambiano Curtis e la Monroe durante la scena notturna di seduzione sullo yacht ormeggiato al largo dell'hotel. Tali battute sono state recuperate e doppiate ex novo nella versione proposta nei recenti passaggi televisivi del film.

## Riconoscimenti
- 1960 - Premio Oscar
  - Migliori costumi a Orry-Kelly
  - Candidatura Migliore regia a Billy Wilder
  - Candidatura Miglior attore protagonista a Jack Lemmon
  - Candidatura Migliore sceneggiatura non originale a Billy Wilder e I. A. L. Diamond
  - Candidatura Migliore fotografia a Charles Lang
  - Candidatura Migliore scenografia a Ted Haworth e Edward G. Boyle
- 1960 - Golden Globe
  - Miglior film commedia o musicale
  - Miglior attore in un film commedia o musicale a Jack Lemmon
  - Miglior attrice in un film commedia o musicale a Marilyn Monroe
- 1960 - Premio BAFTA
  - Miglior attore straniero a Jack Lemmon
  - Candidatura Miglior film a Billy Wilder
- 1959 - National Board of Review Award
  - Migliori dieci film
- 1959 - Festival di Venezia
  - Candidatura Leone d'oro a Billy Wilder
- 1959 - Grammy Award
  - Candidatura Miglior colonna sonora
- 1960 - Premio Bambi
  - Candidatura Miglior attore internazionale a Tony Curtis
- 1960 - DGA Award
  - Candidatura Miglior regia a Billy Wilder
- 1960 - Laurel Awards
  - Candidatura Miglior film commedia
  - Candidatura Miglior performance comica femminile a Marilyn Monroe
  - Candidatura Miglior performance comica maschile a Jack Lemmon
- 2000 - PGA Awards
  - PGA Hall of Fame a Billy Wilder
- 1960 - WGA Award
  - Miglior sceneggiatura a Billy Wilder e I.A.L. Diamond
- 2002 - Online Film & Television Association
  - Miglior film

### AFI 100 Years
L'American Film Institute ha reso omaggio al film inserendolo in tre delle sue liste:
- Nella lista dei cento migliori film statunitensi della storia del cinema, è arrivato 14º nella lista del 1998, per poi calare e arrivare 22º nelle rivalutazioni del 2007
- Nella lista delle migliori commedie statunitensi della storia del cinema, è giunto in prima posizione
- La battuta Beh, nessuno è perfetto., pronunciata da Osgood Fielding III (interpretato da Joe E. Brown), è arrivata a metà classifica, 48ª, nelle migliori citazioni cinematografiche della storia d'America

## Influenza culturale
La figura di Josephine, alias Joe, sembra aver ispirato il personaggio en travesti interpretato dalla figura virile di Patrick Swayze, nel film A Wong Foo, grazie di tutto! Julie Newmar (1996). Nel 2004 il soggetto è stato ripreso dal film Connie e Carla del regista Michael Lembeck: in questa pellicola sono protagoniste due ragazze che, per sfuggire ai gangster, si camuffano da uomini e vanno a lavorare in un locale per uomini travestiti.
Il film viene citato, utilizzando filmati di repertorio, in Le dee dell'amore (The Love Goddesses) documentario di Saul J. Turell del 1965. La pellicola ha inoltre avuto nel 2014 un rifacimento russo, dal titolo V sporte tolko devushki.